# Dolj
Dolj je župa (județ) v Rumunsku, ve Valašsku. Leží na jihu země, u řeky Dunaje. Jejím hlavním městem je Craiova.

## Charakter župy
Území župy, které má rozlohu 7414 km², je většinou nížinné, k severu se jen mírně zvedá. Významnou protékající řekou zde je Jiu, která se teče jižním směrem a vlévá se zde do Dunaje. Na jihu mu tvoří hranici právě řeka Dunaj – za ním se nachází už Bulharsko, na severu hraničí s župami Mehedinți, Gorj, Vâlcea, na východě pak s župou Olt. Žije zde přibližně 599 tisíc obyvatel, většinou Rumunů, menšiny tvoří Srbové, Bulhaři a Romové. Hlavním hospodářským centrem župy je hlavní město Craiova, která je zároveň i důležitým železničním uzlem; sbíhají se sem tratě z Temešváru, Pitești a Bukurešti. Hlavní silniční tahy v podstatě kopírují železniční tratě.
Název župy je původně slovanský, odvozený od polohy na dolním toku Jiu (Gorj se naproti tomu nachází na horním toku).